# Langey
Langey est une ancienne commune française située dans le département d'Eure-et-Loir, en région Centre-Val de Loire : le 1er janvier 2017, Langey est intégrée à Vald'Yerre, avec statut de commune déléguée.

### Situation

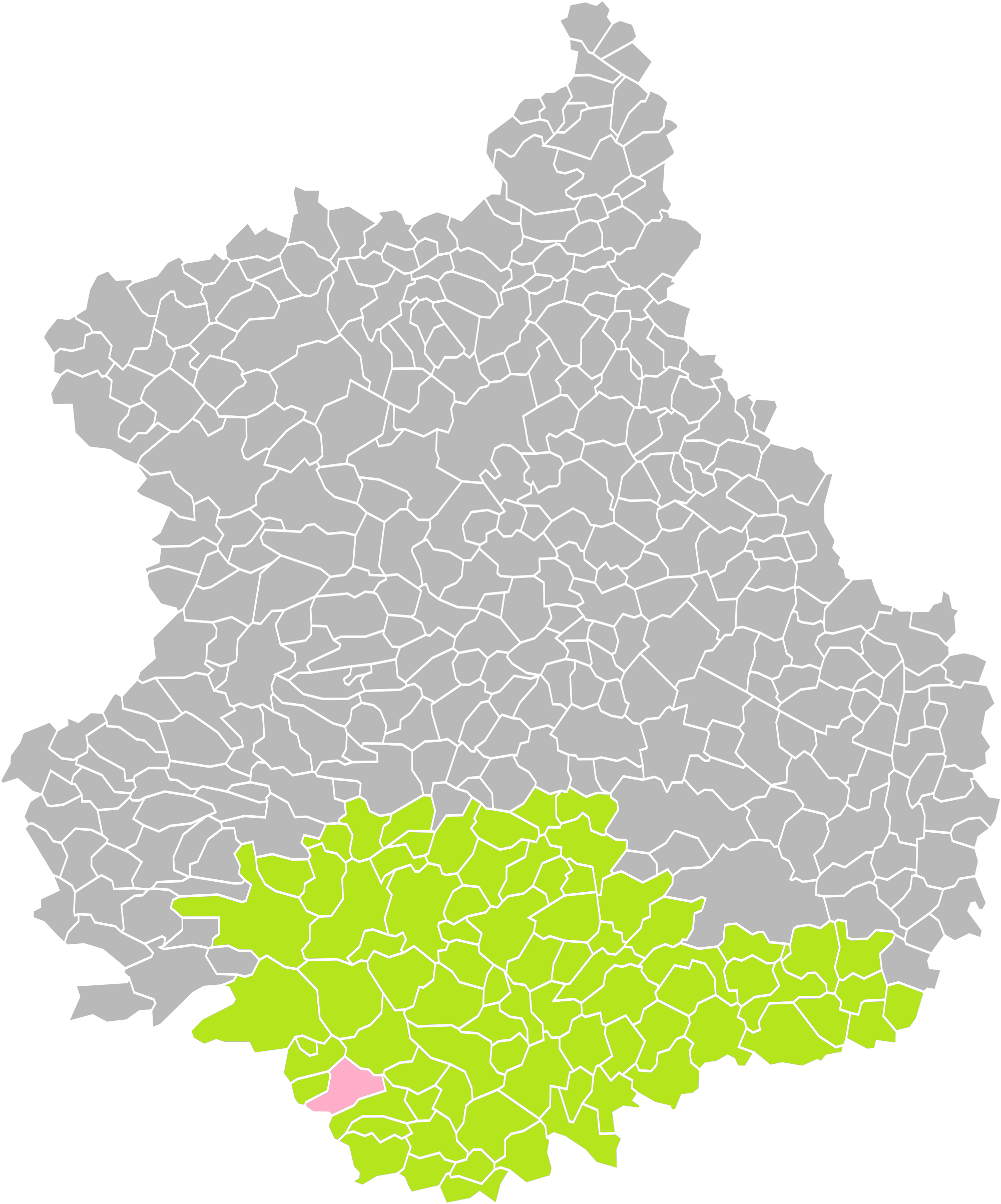
Position de Langey (en rose) dans l'arrondissement de Châteaudun (en vert) du département d'Eure-et-Loir (grisé).

## Géographie

### Communes et département limitrophes
| Saint-Pellerin         |                                 | Lanneray                |
| Boisgasson             | Langey                          | Saint-Hilaire-sur-Yerre |
| Bouffry (Loir-et-Cher) | Ruan-sur-Egvonne (Loir-et-Cher) | Saint-Hilaire-sur-Yerre |

### Hameaux, lieux-dits et écarts
- La Bedaise
- La Bigotière
- Le Bois Auvée
- Bois de la Couaille
- Bois de la Nouras
- Le Bois des chenilles
- Bois du Rameau
- Bois Jacquet
- Bois Mouchet
- Le Bois Raimbourg
- Champs de Clairbois
- Les Champs du Souchay
- Les Châtaigniers
- Chemin de Clairbois
- Chemin de Courtalain
- Clairbois
- La Commanderie
- Cormier Billette
- La Coudraie
- Les Falots
- Ferme de Villebalay
- La Filandière
- Les Fons de Germenet
- Les Gas
- Germenet
- Les Glands
- La Goespiere
- Goislardière
- Les Grands Champs
- Le Gué des Ormes
- Houldebrand
- La Joufline
- La Lardière
- LesLongs Champs
- Les Lucaseries
- Maisons Rouges
- Les Marinières
- La Mauguinière
- Les Midis
- Le Moulin à vent
- Les Noues
- Ouches du Souchay
- La Pièce de la Goislardière
- La Pièce de Veillez
- Les Pièces du Gland
- Les Pièces du Gouffre
- La Potence
- Les Racinières
- Les Raffaux
- Le Rameau
- La Remise
- Les Ronces
- Le Souchay
- La Tréandière (Tréhendière)
- Les Tremblots
- Trogne de Bouard-Ouest
- Vallée d’Houldebrand
- Veillez (Veillé)
- Les Vignes
- Vil Oiseau
- Villebalay

### Hydrographie
La commune est traversée par la rivière Yerre, affluent en rive droite du Loir, lui-même sous-affluent du fleuve la Loire par la Sarthe et la Maine.

### Voies de communication et transports

#### Halte ferroviaire
Langey disposait jusqu'en 1943 d'une halte de la ligne de Courtalain - Saint-Pellerin à Patay, permettant de rejoindre Châteaudun.

## Histoire

### XVIesiècle
Les moniales de l'abbaye Saint-Avit-les-Guêpières à Saint-Denis-les-Ponts font une transaction avec les détenteurs du lieu et de la métairie de La Tréhendière, paroisse de Langey, et acquisition d'une partie par Doysneau en 1516. En juin de 1587, les mêmes religieuses donnent à bail la métairie de Veillé

#### XXesiècle
Entre le 29 janvier 1939 et le 8 février, plus de 2 000 réfugiés espagnols fuyant l'effondrement de la république espagnole devant les troupes de Franco, arrivent en Eure-et-Loir. Devant l'insuffisance des structures d'accueil (le camp de Lucé et la prison de Châteaudun rouverte pour l’occasion), 53 villages sont mis à contribution, dont Langey. Les réfugiés, essentiellement des femmes et des enfants — les hommes sont désarmés et retenus dans le Sud de la France —, sont soumis à une quarantaine stricte, vaccinés, le courrier est limité, le ravitaillement, s'il est peu varié et cuisiné à la française, est cependant assuré. Une partie des réfugiés rentrent en Espagne, incités par le gouvernement français qui facilite les conditions du retour, mais en décembre, 922 d'entre eux ont préféré rester et sont rassemblés à Dreux et Lucé.
Le 1er janvier 2017, Langey est intégrée à Vald'Yerre, avec statut de commune déléguée.

## Politique et administration

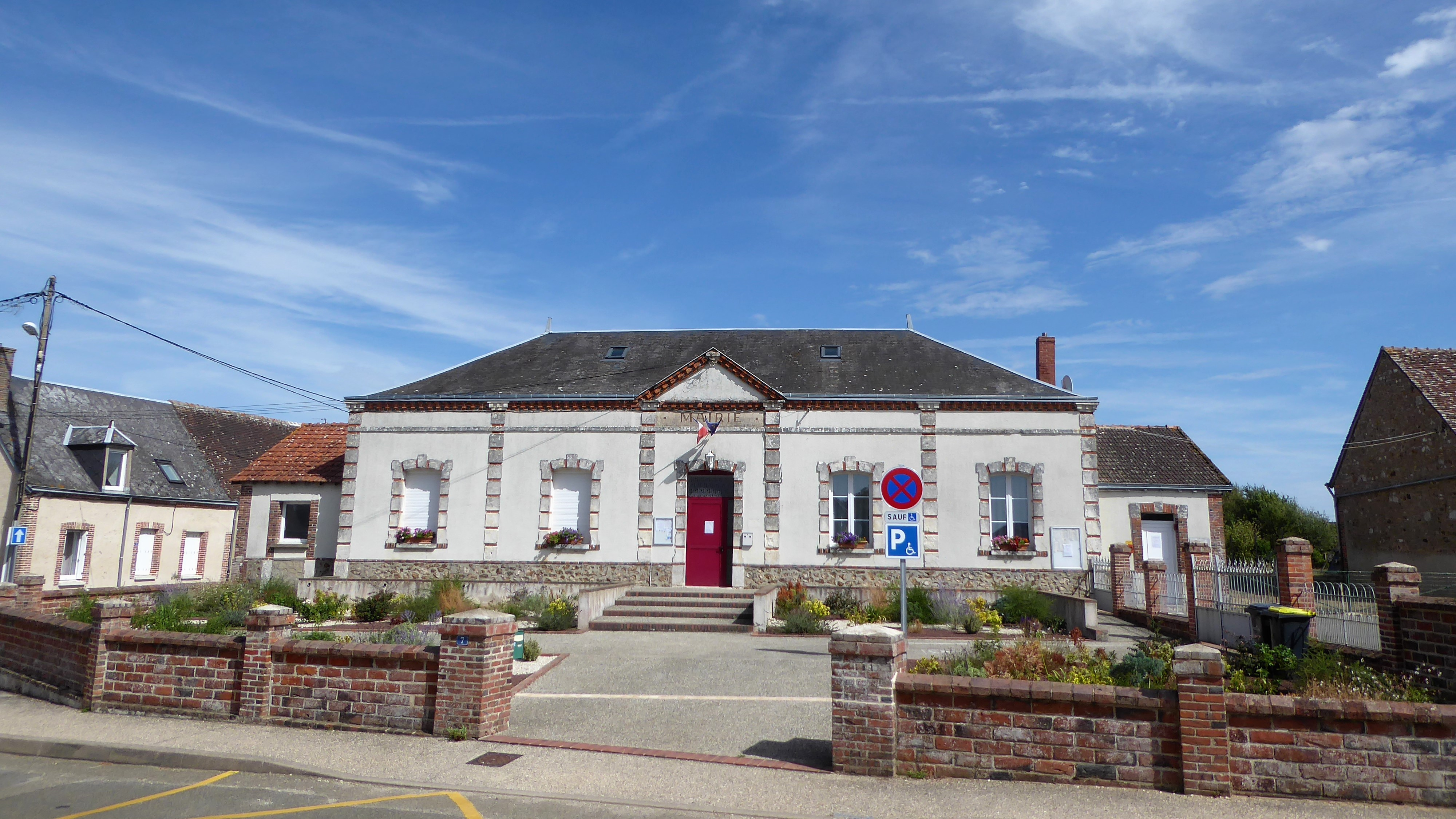
La mairie.
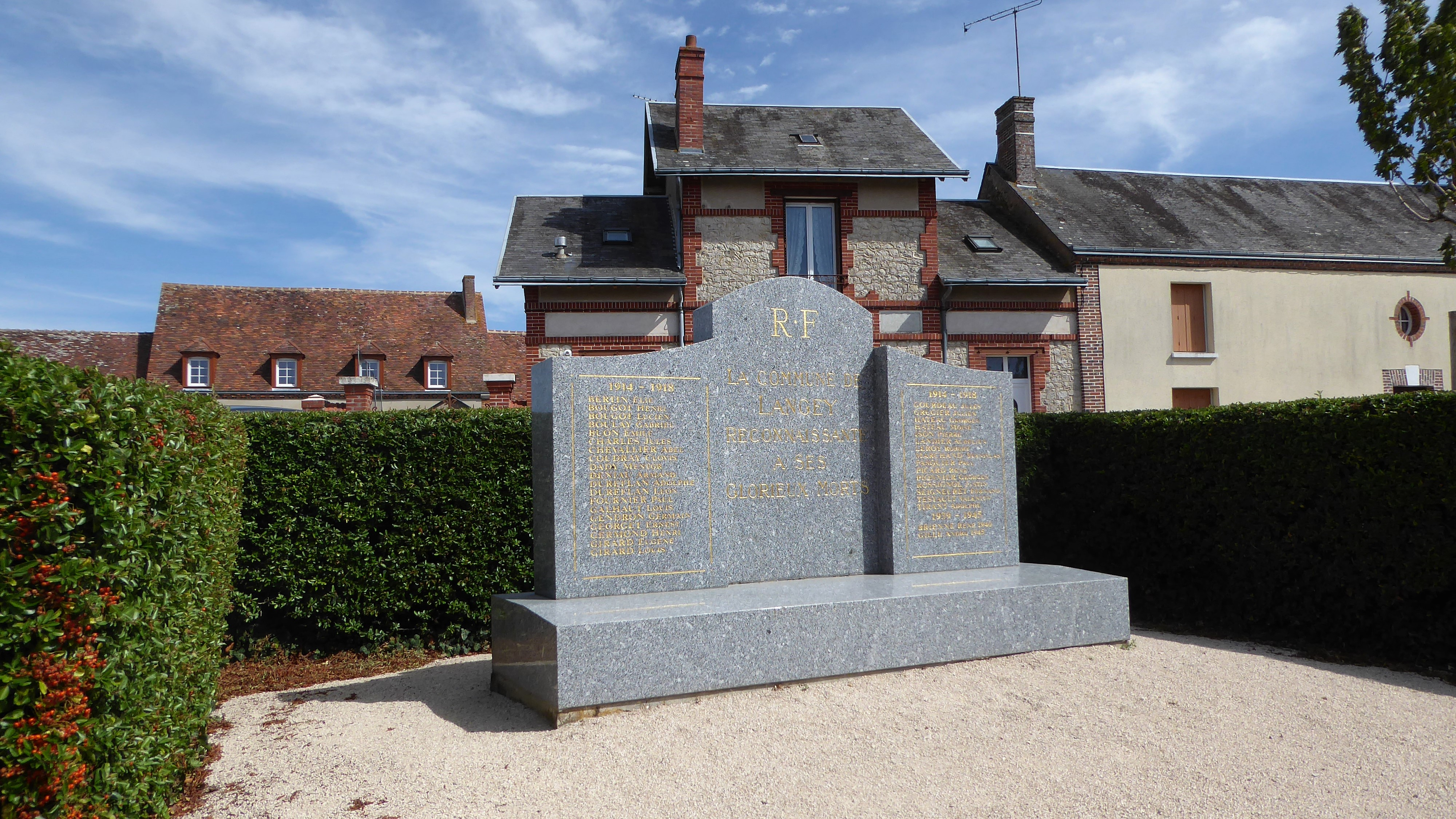
Le monument aux morts.

### Liste des maires
| Période                                  | Période          | Identité            | Étiquette | Qualité         |
| ---------------------------------------- | ---------------- | ------------------- | --------- | --------------- |
| Les données manquantes sont à compléter. |                  |                     |           |                 |
| 1929                                     | 1959             | Henri Gaston Martin |           |                 |
| 1959                                     | 1983             | Roger Arthur Gault  |           |                 |
| 1983                                     | 1992             | Robert Bouvier      |           |                 |
| 1992                                     | 1995             | Simone Heuland      |           |                 |
| 1995                                     | 2001             | Bernard Gallas      |           |                 |
| Mars 2001                                | Mai 2006         | Gisèle Soulier      |           |                 |
| Juin 2006                                | 31 décembre 2016 | Patrice Bézard      | SE        | Agent technique |

## Population et société

### Démographie
L'évolution du nombre d'habitants est connue à travers les recensements de la population effectués dans la commune depuis 1793. À partir du 1er janvier 2009, les populations légales des communes sont publiées annuellement dans le cadre d'un recensement qui repose désormais sur une collecte d'information annuelle, concernant successivement tous les territoires communaux au cours d'une période de cinq ans. 
Pour les communes de moins de 10 000 habitants, une enquête de recensement portant sur toute la population est réalisée tous les cinq ans, les populations légales des années intermédiaires étant quant à elles estimées par interpolation ou extrapolation. Pour la commune, le premier recensement exhaustif entrant dans le cadre du nouveau dispositif a été réalisé en 2006,.
En 2014, la commune comptait 352 habitants, en évolution de −0,56 % par rapport à 2009 (Eure-et-Loir : +1,94 %, France hors Mayotte : +2,49 %).
| 1793 | 1800 | 1806 | 1821 | 1831 | 1836 | 1841 | 1846 | 1851 |
| ---- | ---- | ---- | ---- | ---- | ---- | ---- | ---- | ---- |
| 606  | 612  | 671  | 738  | 704  | 726  | 752  | 823  | 805  |

| 1856 | 1861 | 1866 | 1872 | 1876 | 1881 | 1886 | 1891 | 1896 |
| ---- | ---- | ---- | ---- | ---- | ---- | ---- | ---- | ---- |
| 751  | 759  | 740  | 738  | 711  | 725  | 699  | 686  | 690  |

| 1901 | 1906 | 1911 | 1921 | 1926 | 1931 | 1936 | 1946 | 1954 |
| ---- | ---- | ---- | ---- | ---- | ---- | ---- | ---- | ---- |
| 703  | 687  | 708  | 628  | 646  | 629  | 571  | 578  | 530  |

| 1962 | 1968 | 1975 | 1982 | 1990 | 1999 | 2006 | 2011 | 2014 |
| ---- | ---- | ---- | ---- | ---- | ---- | ---- | ---- | ---- |
| 491  | 429  | 357  | 363  | 297  | 315  | 348  | 357  | 352  |

## Culture locale et patrimoine

### Lieux et monuments

#### Église Saint Pierre
L'église Saint-Pierre est d'architecture romane. Sa façade sud présente une litre funéraire extérieure, disposée à hauteur des ouvertures.

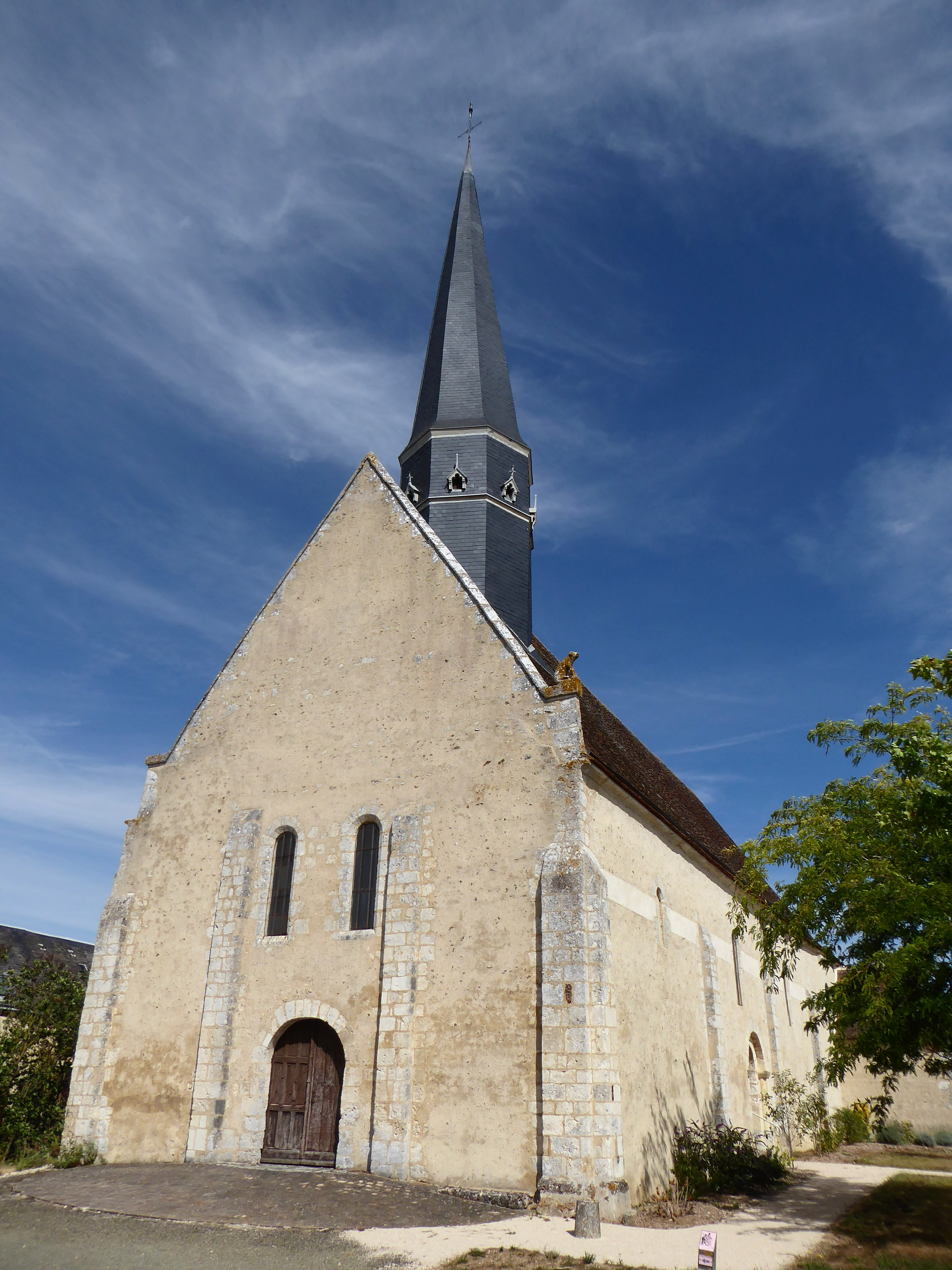
Façade ouest.
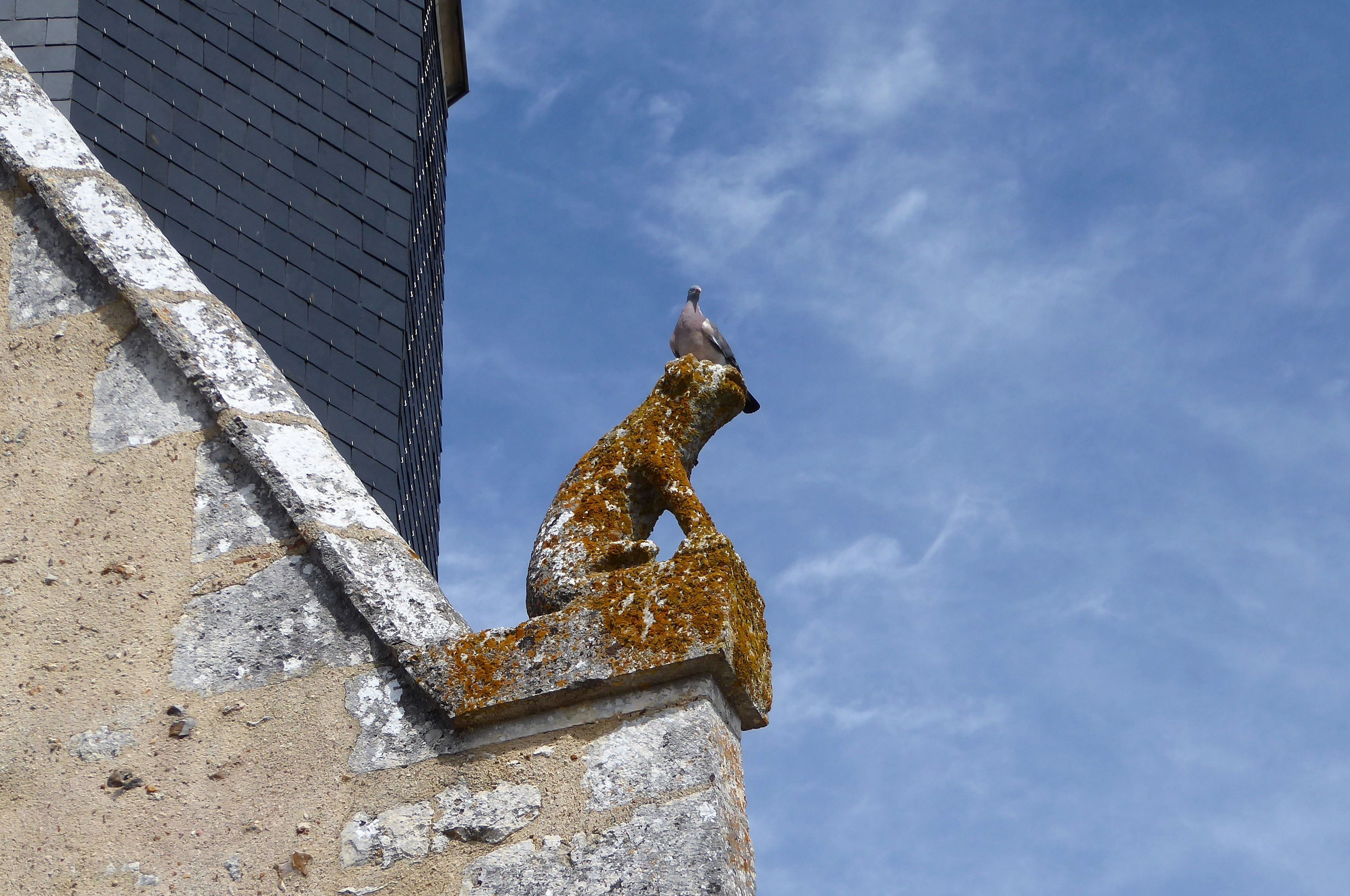
Sculpture animale.
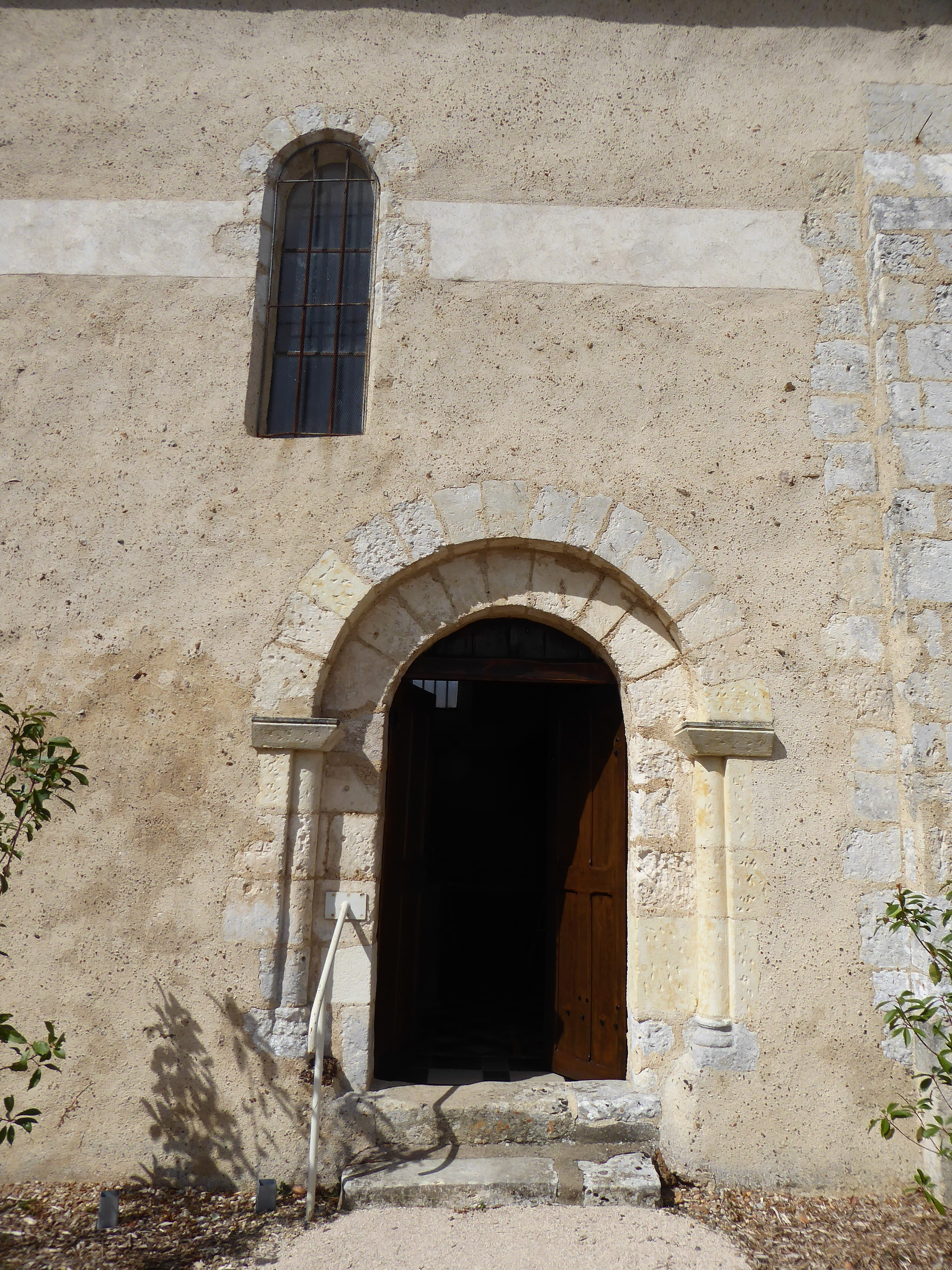
Porche sud et litre funéraire.

L'intérieur renferme une sculpture en bois polychrome du milieu du XVIe siècle représentant saint Jacques de Zébédée, dit saint Jacques le Majeur,  Inscrit MH (1997).

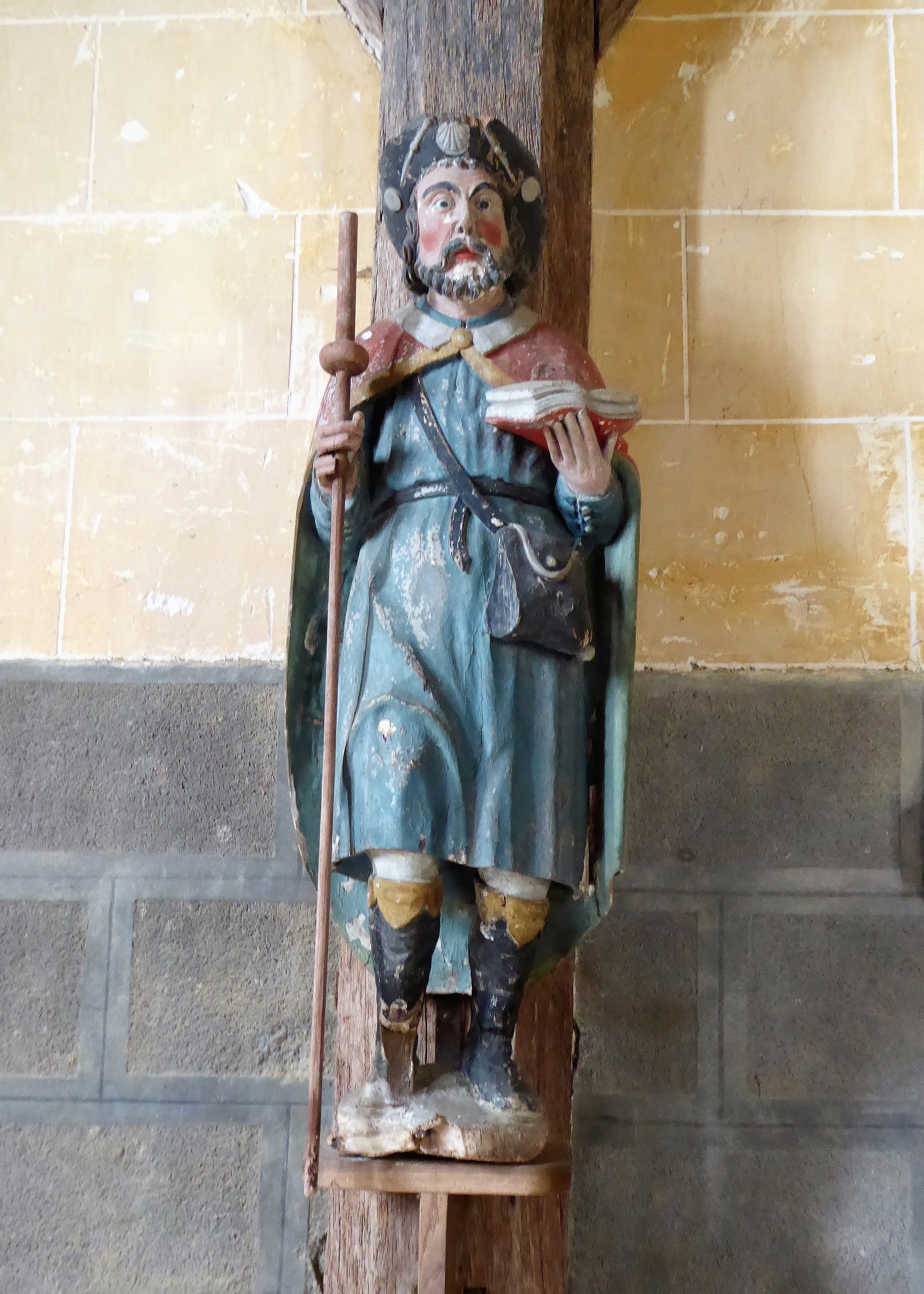
Statue de saint Jacques.
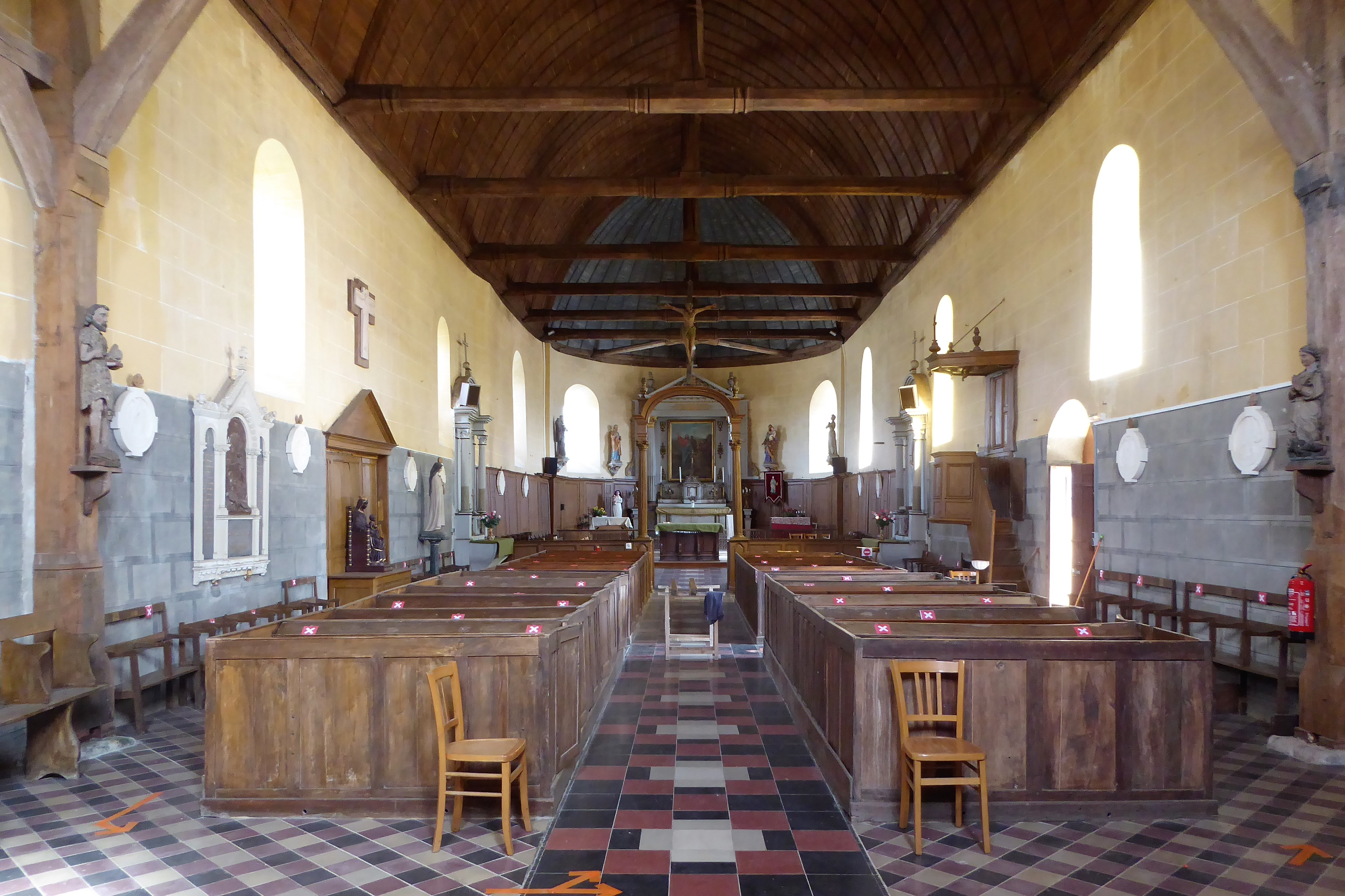
Nef et choeur.
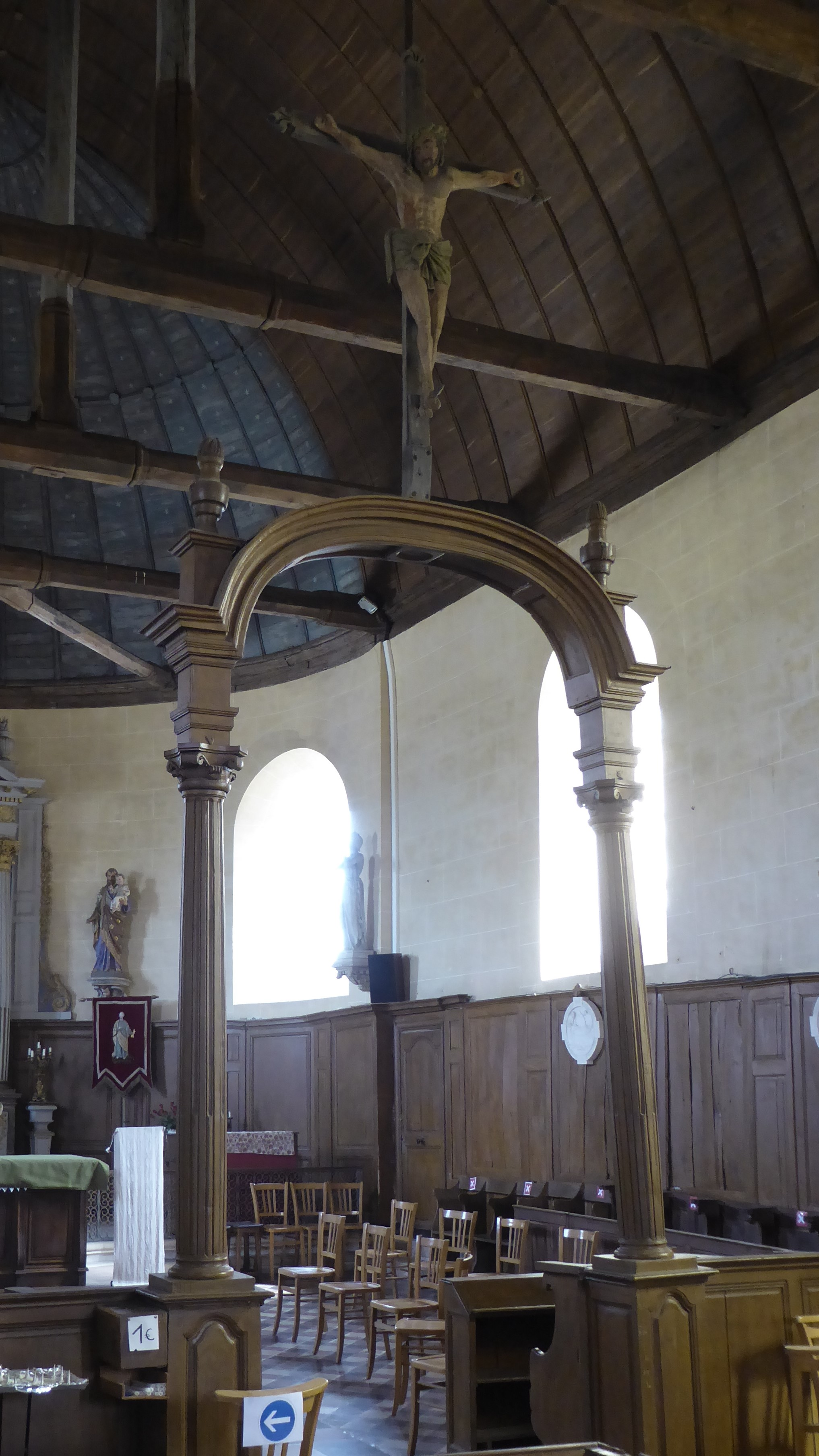
Arc triomphal et poutre de gloire.
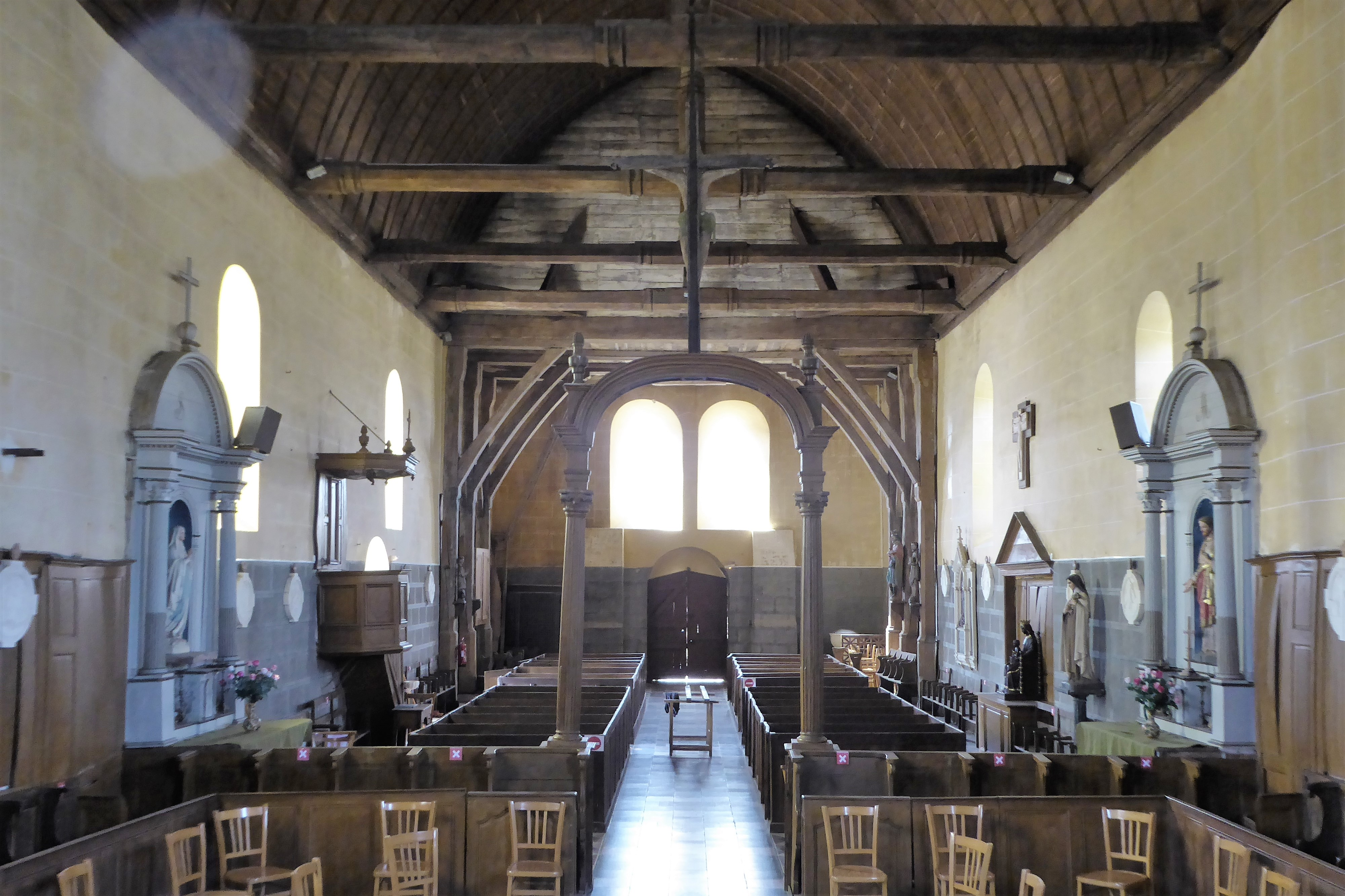
Nef vue du chœur.
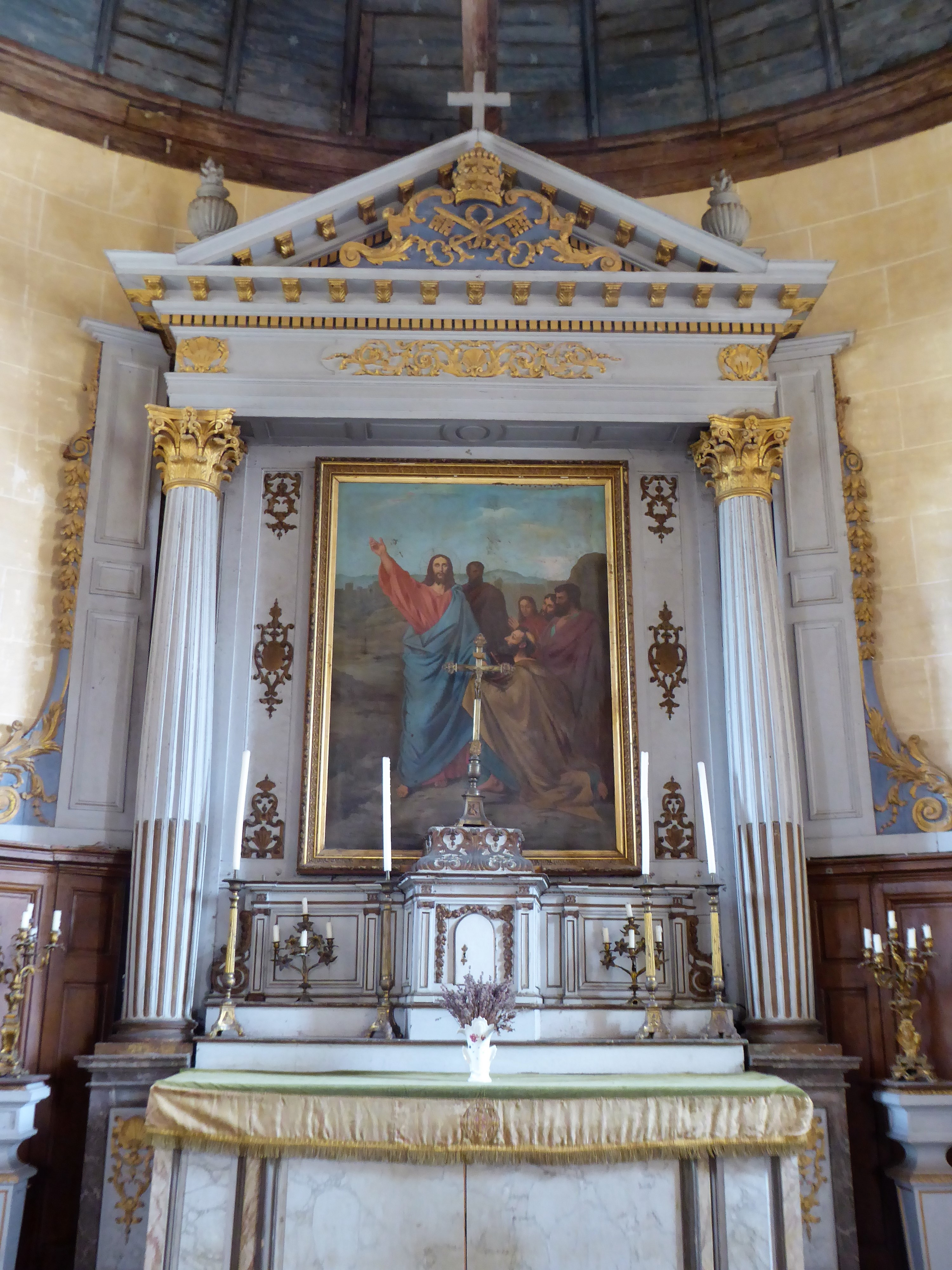
Autel.

#### Maison dite de «François Rabelais»
François Rabelais fut un protégé de Guillaume du Bellay, seigneur de Langey. La famille du Bellay est une illustre famille de l'aristocratie qui va donner à la France des hommes dont le nom et l'œuvre restent dans la mémoire. La famille du Bellay remonte à Hugues Capet et elle est originaire d'une petite bourgade près de Saumur. Génération après génération, les enfants du Bellay deviennent soit militaires, soit prélats.
Sous François Ier, ils sont quatre frères (Guillaume, Jean, René et Martin). Chacun est destiné à porter soit les armes soit la toge. Guillaume étant l'aîné, il hérite du titre de seigneur de Langey. Jean et Guillaume joueront un très grand rôle dans les affaires de la France. Le Roi les nomme au Conseil et les envoie comme ambassadeurs chargés de négociations délicates.
Ils ont par ailleurs des opinions politiques précises qu'ils défendent. Des opinions progressistes, qui vont du côté des humanistes, de la Réforme et des hommes désireux de transformer le Moyen Âge finissant. Ainsi, ils seront les indéfectibles soutiens politique et financier de François Rabelais.
Guillaume du Bellay et ses frères délaisseront le plus souvent leur seigneurie pour des missions plus prestigieuses. C'est pourquoi, il n'est pas certain que François Rabelais soit réellement venu à Langey dans la maison que Guillaume lui fit construire.

### Personnalités liées à la commune
- Guillaume du Bellay, seigneur de Langey.
- Jean du Bellay, seigneur de Langey.
- François Rabelais qui fut sous la protection de Guillaume du Bellay.
- Raymond Amiot (1888, Langey, Eure-et-Loir – 1968, Vendôme, Loir-et-Cher), vétérinaire, membre de l’Académie vétérinaire de France, ayant fait notablement progresser la médecine vétérinaire et humaine par ses travaux de chirurgie et de biologie, proche de Gaston Ramon. Prix Émile-Thierry, prix de la Société Centrale de Médecine Vétérinaire, nombreuses décorations militaires[14].